# Benito León Acosta
Benito León Acosta (Guanajuato, Guanajuato, 12 de abril de 1819 † Ciudad de México, 28 de octubre de 1886) fue un reconocido aerostáta y aeronáuta mexicano, considerado el Padre de la Aeronáutica Mexicana.

## Biografía

### Inicios
Benito León Acosta nació en la ciudad de Guanajuato, en el estado de Guanajuato el 12 de abril de 1819 en una casa ubicada en la plaza de mexiamora, hijo de don José Tomás Acosta y doña María Úrsula Rubí. 
Asistió a varios espectáculos aerostáticos que ofrecían Eugene Robertson y Adolphe Theodore, el primero realizó una ascensión el 12 de febrero de 1835 en la Plaza de Toros de San Pablo de la Ciudad de México, esto motivó a Benito a replicar esa hazaña. En 1838 ingresa al Colegio de Minería de la Ciudad de México.

### Primer ascenso y reconocimiento
Decide convertirse en aeronáuta profesional y construye un globo aerostático en el que realizó un primer ascenso el 3 de abril de 1842 en el mismo lugar en donde lo hiciera Robertson años antes. Poco antes del mediodía comenzó la aventura y el artefacto se mantuvo en el aire poco más de media hora, hasta que descendió en la antigua calle de Niño Perdido (actual Eje Central). Fue el primer mexicano en ondear la bandera mexicana en el cielo. La multitud estaba sorprendida, y entre esta se encontraba el entonces presidente de México Antonio López de Santa Anna, quien quedó tan sorprendido que le concedió un permiso por los siguientes tres años a Benito, en el cual se estipulaba que los vuelos que se realizaran a lo largo y ancho del país estarían a su cargo, así como la autorización previa del mismo para cualquiera que quisiera intentarlo. Años después, esta concesión podría haberlo enriquecido.

### Segundo, tercer y cuarto ascenso
Ese mismo año realizó un segundo ascenso, el 1 de mayo de 1842, el cual lo dedicó "al bello sexo de México" y gracias a las ovaciones que recibía, lo motivó a viajar a su ciudad natal para mostrar el espectáculo a sus conciudadanos. El 29 de octubre de 1842 en León, la gente estaba reunida antes de que saliera el sol en la plazuela que se encontraba junto al Puente de San Juan, y se llevó a cabo el tercer ascenso de León Acosta y aunque no llegó a Dolores, lugar que era la meta establecida, tuvo mayor éxito al llegar a Río Verde en San Luis Potosí. Al día siguiente volvió a Guanajuato y posteriormente, fue colocada una placa con su nombre inscrito en ella en la antigua Plazuela de Mexiamora, donde permaneció hasta 1876. El cuarto ascenso se llevó a cabo en Morelia el 11 de noviembre de ese mismo año.

### Últimos ascensos, accidente y retiro
Sus ascensos posteriores recibieron poca divulgación en comparación con los anteriores. El quinto y sexto fueron realizados en Guanajuato y Silao. En 1844 se elevó en ciudades como Pátzcuaro, Santiago de Querétaro y una vez más en Morelia, lugar donde cae de la canastilla, se disloca la pierna y se lesiona un brazo, por lo que sus siguientes vuelos fueron hasta varios años después. En 1845, fue nombrado director del Instituto Comercial, además impartía la cátedra de aritmética y contabilidad. Volvió a elevarse en 1848 en León y su último vuelo se efectuó en 1853 en Querétaro. Una vez que es derrocado Antonio López de Santa Anna con el Plan de Ayutla, la situación económica de Benito cambió y no volvió al aire.

### Años posteriores y muerte
En 1861 se incorporó como ingeniero topógrafo en la vía férrea que iba de la Ciudad de México a Puebla, cuya ruta fue inaugurada el 16 de septiembre de 1869, la primera locomotora en recorrerla llevaba entre sus pasajeros al presidente Benito Juárez. Durante los años siguientes colabora en un despacho particular. Don José María Ignacio Benito León Acosta Rubí falleció en la Ciudad de México el 28 de octubre de 1886, sin más honores que una mención en la sección del obituario del periódico Siglo XIX. Se le reconoce por ser un hombre que triunfó en y para su tierra, así como por ser el mexicano que sentó las bases para el desarrollo de la aeronáutica nacional.